# Christian Redmann
Christian Redmann (* 16. März 1982 in Toronto) ist ein kanadischer Beachvolleyballspieler.

## Karriere
Redman erreichte 2002 mit Chris Simek Platz fünf bei der U21 Beach-Weltmeisterschaft in Catania. Danach spielte er international mit verschiedenen Partnern und von Juli 2006 bis 2008 mit Josh Binstock. Redmann/Binstock kamen in der Open-Serie nicht über den 33. Rang hinaus, konnten aber bei Satellite-Turnieren mehrere Top-3-Platzierungen erzielen. 2009 und 2010 spielte Redman an der Seite von Richard van Huizen, mit dem er bei der WM in Stavanger Neunter wurde.
2011 und 2012 trat Redman mit Ben Saxton an. Redmann/Saxton belegten bei der WM in Rom Platz 17 und wurden NORCECA-Vizemeister in Mexiko. Die Qualifikation für die Olympischen Sommerspiele in London verpassten sie durch eine Niederlage im nationalen Duell gegen Josh Binstock und Martin Reader.
2013 spielte Redman zunächst auf der Kontinental-Tour mit Matt Zbyszewski und bildete später wieder ein Duo mit seinem früheren Partner Josh Binstock. Seit Juni 2013 spielt Redman an der Seite von Maverick Hatch, mit dem er zwei nationale Turniere in Österreich und der Schweiz gewinnen konnte. Auf Trinidad wurden Redman/Hatch 2013 NORCECA-Meister.